# Domenico Sarro
Domenico Natale Sarro, även Sarri, född 24 december 1679, död 25 januari 1744, var en italiensk kompositör.
Han studerade vid det napolitanska konservatoriet S. Onofrio. Han komponerade flitigt i början av 1700-talet. Hans opera Didone abbandonata, som hade premiär den 1 februari 1724 på Teatro San Bartolomeo i Neapel, var den första uppsättningen av ett större libretto av Pietro Metastasio. Han är idag mest känd som kompositör av Achille in Sciro, operan som utsågs att öppna nya Teatro di San Carlo 1737.
Av hans många intermezzi har Dorina e Nibbio eller L'impresario delle Isole Canarie (1724) haft en omfattande uppförandehistoria. Med ett libretto av Pietro Metastasio (hans enda komiska libretto), uppfördes det ofta och efterbildades internationellt (med versioner av Albinoni, Gasparini, Leo, Martini och andra). På senare år har det uppförts på Staatstheater Stuttgart, Semperoper i Dresden och av Bochumer Symphoniker.
Förutom operor och andra större verk har Sarro skrivit ett stort antal kantater som uppvisar stor charm och uppfinningsrikedom. Coronatemi il crin för alt, två violiner och generalbas är kanske hans mest kända kantat.

## Operor
| 1706 | Il fonte delle grazie, oratorio                                      |                               | 20 november 1706, Congregazione dei dottori della Chiesa dei Gerolamini di Napoli         |  |
| 1707 | Il Vespesiano, Dramma per musica in 3 atti                           | Carlo De Petris               | 1707, Teatro San Bartolomeo di Napoli                                                     |  |
| 1708 | Serenata a 3 voci (Amore, Eco e Narciso)                             |                               | 8 september 1708, Palazzo del duca d'Alvito di Napoli                                     |  |
| 1713 | I gemelli rivali                                                     | Nicolò Serino                 | 11 februari 1713, Teatro dei Fiorentini di Napoli                                         |  |
| 1713 | Il comando non inteso ed ubbidito                                    | Nicola Giuvo                  | 15 maj 1713, Teatro dei Fiorentini di Napoli                                              |  |
| 1716 | Serenata nuziale a 3 voci                                            | G.G.Alberghetti               | 21 januari 1716, Palazzo del Principe di Montaguto di Napoli                              |  |
| 1718 | Armida al campo, Dramma per musica in 3 atti                         | Francesco Silvani             | 13 februari 1718, Teatro San Bartolomeo di Napoli                                         |  |
| 1718 | La fede ne' tradimenti (o Anagilda), Dramma per musica in 3 atti     | Girolamo Gigli                | 15 maj 1718, Teatro San Bartolomeo di Napoli                                              |  |
| 1718 | L'Eudamia                                                            | ?                             |                                                                                           |  |
| 1718 | Arsace, Dramma per musica in 3 atti                                  | Antonio Salvi                 | 17 december 1718, Teatro San Bartolomeo di Napoli                                         |  |
| 1719 | Alessandro Severo, Dramma per musica in 3 atti                       | Apostolo Zeno                 | 14 maj 1719, Teatro San Bartolomeo di Napoli                                              |  |
| 1720 | Ginevra principessa di Scozia, Dramma per musica in 3 atti           | Apostolo Zeno                 | 20 januari 1720, Teatro San Bartolomeo di Napoli                                          |  |
| 1720 | Scherzo festivo fra le ninfe di Partenope, Serenata                  | Domenico Gentile              | 28 augusti 1720, Teatro del Palazzo Reale di Napoli                                       |  |
| 1721 | Serenata nuziale a 6 voci, Serenata                                  |                               | 28 januari 1721, Palazzo del Principe della Rocca di Napoli                               |  |
| 1721 | Endimione, azione teatrale a 4 voci, in 2 parti                      | Pietro Metastasio             | 30 maj 1721, Palazzo del principe di Belmonte della Rocca di Napoli                       |  |
| 1722 | La Partenope, Dramma per musica in 3 atti                            | Silvio Stampiglia             | 16 december 1722, Teatro San Bartolomeo di Napoli                                         |  |
| 1723 | La caduta de decemviri, Dramma per musica in 3 atti (pasticcio)      | Silvio Stampiglia             | 26 december 1723, Regio Teatro Ducale di Milano                                           |  |
| 1724 | Didone abbandonata, Dramma per musica in 3 atti (1^ Versione)        | Pietro Metastasio             | 1 februari 1724, Teatro San Bartolomeo di Napoli                                          |  |
| 1724 | L'impresario delle Canarie(o Dorina e Nibbio), Intermezzo in 2 parti | Pietro Metastasio             | 1 februari 1724, Teatro San Bartolomeo di Napoli                                          |  |
| 1726 | Il Valdemaro                                                         | Apostolo Zeno                 |                                                                                           |  |
| 1727 | Siroe, re di Persia, Dramma per musica in 3 atti                     | Pietro Metastasio             | 25 januari 1927, Teatro San Bartolomeo di Napoli                                          |  |
| 1727 | Moschetta, Intermezzo                                                |                               | 25 januari 1727, Teatro San Bartolomeo di Napoli                                          |  |
| 1727 | Grullo, Intermezzo                                                   |                               | 25 januari 1727, Teatro San Bartolomeo di Napoli                                          |  |
| 1731 | Artemisia, Dramma per musica in 3 atti                               | Giovanni Ambrogio Migliavacca | 7 januari 1731, Teatro San Bartolomeo di Napoli                                           |  |
| 1731 | La furba e lo sciocco, Intermezzo                                    |                               | 7 januari 1731, Teatro San Bartolomeo di Napoli                                           |  |
| 1732 | Berenice                                                             |                               | 13 januari 1732, Teatro di Torre Argentina di Roma                                        |  |
| 1735 | Demofoonte, Dramma per musica in 3 atti (Pasticcio)                  | Pietro Metastasio             | 20 januari 1735, Teatro San Bartolomeo di Napoli                                          |  |
| 1735 | Gli amanti generosi, opera comica                                    | Tommaso Mariani               | 15 maj 1735, Teatro dei Fiorentini di Napoli                                              |  |
| 1737 | La passione di Gesù Christo Signor Nostro, oratorio sacro in 2 parti | Pietro Metastasio             | 14 april 1737, Oratorio San Filippo Neri di Genova                                        |  |
| 1737 | Achille in Sciro, Dramma per musica in 3 atti                        | Pietro Metastasio             | 4 november 1737, Inaugurazione del Nuovo Grande Real Teatro San Carlo di Napoli           |  |
| 1738 | Le nozze di Teti e Peleo, Intermezzo                                 | Nicola Giuvo                  | 2 december 1738, Real Teatro San Carlo di Napoli med Vittoria Tesi och Francesco Bernardi |  |
| 1741 | Ezio, Dramma per musica in 3 atti                                    | Pietro Metastasio             | 4 november 1741, Real Teatro San Carlo di Napoli                                          |  |
| 1743 | Alessandro nelle Indie, Dramma per musica in 3 atti                  | Pietro Metastasio             | Carnevale 1743, Real Teatro San Carlo di Napoli                                           |  |